# Брод (Кунгурский район)
Брод — деревня в Кунгурском районе Пермского края в составе Плехановского сельского поселения.

## География
Деревня находится в северной части Кунгурского района на правом берегу реки Шаква менее чем в 6 километрах от центра города Кунгур, прилегая к селу Плеханово с запада.

## Климат
Климат умеренно-континентальный с продолжительной снежной зимой и коротким, умеренно-тёплым летом. Средняя температура июля составляет +17,8 0С, января −15,6 0С. Среднегодовая температура воздуха составляет +1,3 °С. Средняя продолжительность периода с отрицательными температурами составляет 168 дней и продолжительность безморозного периода 113 дней. Среднее годовое количество осадков составляет 539 мм.

## История
Известна с 1652 года как деревня Бродовская.

## Население
Постоянное население составляло 111 человек в 2002 году (100 % русские), 126 человек в 2010 году.